# 1-я кавалерийская дивизия (РСФСР)
1-я кавалерийская дивизия — соединение кавалерии РККА, созданное во время Гражданской войны в России 1918—1920 годов. Являлось манёвренным средством в руках фронтового и армейского командования для решения оперативных и тактических задач.

## Командный состав 1-й кавалерийской дивизии

### Начальники дивизии
- Степанов, Владимир Викторович — с 26 июля 1918 года по 10 мая 1919 года[1]
- Жайворонков, Сергей Павлович — с 10 мая 1919 года по 10 ноября 1919 года[1]
- Кортт, Освальд Альбертович — с 10 ноября 1919 года по 23 ноября 1919 года[1]
- Метсуэ-Данненштерн, Александр Фёдорович, врид — с 23 ноября 1919 года по 24 ноября 1919 года, с 1 июня 1920 года по 29 июня 1920 года, с 4 июля 1920 года по 14 июля 1920 года[1]
- Геттих, Александр Карлович — с 24 ноября 1919 года по 1 декабря 1919 года, с 28 декабря 1919 года по 1 июня 1920 года, с 23 декабря 1920 года по 31 декабря 1920 года[1]
- Кропотов, врид — с 29 июня 1920 года по 4 июля 1920 года[1]
- Орлов, Иосиф Павлович — с 17 июля 1920 года по 8 ноября 1920 года[1]
- Водопьянов, Василий Фёдорович — с 8 ноября 1920 года по 23 декабря 1920 года[1]

### Военкомы дивизии
- Жуков, Георгий Васильевич — с 26 июля 1918 года по 12 сентября 1919 года[1]
- Хорошев, Александр Фёдорович — с 12 ноября 1919 года по 6 декабря 1919 года[1]
- Воронцов, врид — с 6 декабря 1919 года по 12 декабря 1919 года[1]
- Яицкий, Василий Матвеевич — с 12 декабря 1919 года по 26 мая 1920 года[1]
- Тютюнник-Бахмуцкий — с 26 мая 1920 года по 4 июля 1920 года[1]
- Рохи, Вильям Юрьевич — с 4 июля 1920 года по 31 декабря 1920 года[1]

### Начальники штаба дивизии
- Стосуй, Григорий Осипович, врид — с августа 1918 года по 1 сентября 1918 года, с 25 июня 1919 года по 30 июня 1919 года[1]
- Войтына, Иван Антонович — с 1 сентября 1918 года по 18 февраля 1919 года[1]
- Дубов, Леонид Иосифович — с 18 февраля 1919 года по 26 мая 1919 года[1]
- Безель, Генрих Яковлевич, врид — с 27 мая 1919 года по 25 июня 1919 года[1]
- Левицкий, Николай Арсеньевич — с 30 июня 1919 года по 16 сентября 1919 года[1]
- Метсуэ-Данненштерн, Александр Фёдорович — с 16 сентября 1919 года по 1 июня 1920 года, с 17 июля 1920 года по 9 декабря 1920 года[1]
- Белавский, врид — с 1 июня 1920 года по 17 июля 1920 года[1]
- Бучин, Иван Фёдорович — с 9 декабря 1920 года по 31 декабря 1920 года[1]